# June Loidi
June Loidi Etxaniz (Elgóibar, 25 de abril del 2000) es una jugadora de balonmano española que juega en la posición de lateral para el Motivemarket.com Gijón y la Selección Española de Balonmano.

## Trayectoria
La joven guipuzcoana llegó al club vizcaíno del Balonmano Zuazo, cedida por el Sanlo EKT de Elgoíbar en el que jugaba en competición autonómica. Allí coincidió con Ainhoa Hernández, con la que desarrolló una gran amistad y complicidad en el terreno de juego.
Debutó en la máxima división española en la temporada 2018/19, con el Balonmano Zuazo, con el que jugó 3 temporadas, hasta la 2021. En su segundo año con las zuazotarras tuvo una lesión que la mantuvo casi la mitad de temporada fuera de las canchas de juego. A pesar de ser un gran defensora, en Zuazo se destapó con grandes actuaciones en ataque, llegando a anotar 12 goles ante el Puerto del Carmen en 2020. A pesar del interés del equipo con más poderío en aquella época, el Balonmano Bera Bera, June decidió tener más  minutos en la máxima división en Zuazo. 
Sus buenas actuaciones con el equipo vasco le mantuvo las puertas abiertas del Balonmano Bera Bera. La mala situación económica de Zuazo le hizo fichar por el equipo donostiarra. Imanol Álvarez decidió reforzar la parcela defensiva del conjunto donostiarra y usar a Loidi en las jugadas de defensa.Su rendimiento ofensivo bajó en pos de muchos minutos en defensa. Un segundo año en el que la elgoibartarra no tuvo mucha continuidad pero, con confianza para darle la vuelta a su situación en 2023/24, renovó en junio de 2023. En su última temporada tuvo una lesión menor en su mano que la mantuvo unos cuantos partidos fuera de las convocatorias. En mayo el club y ella anunciaron su salida, para tener más minutos en juego.
Con el bera bera participó en tres ocasiones en la Liga Europea de la EHF.
En 2024, en una profunda renovación del conjunto donostiarra, salió de camino a Gijón, para formar parte del motivemarket.com Gijón.

### Selección nacional
Habitual con las categorías formativas españolas, pasó por la selección promesas, juvenil y júnior, con las que completó 33 partidos. El 21 de marzo de 2019 debutó con la absoluta en el XXIII Torneo Internacional de España celebrado en Palencia, a las órdenes de Carlos Viver.
En 2022 fue miembro de la selección española que ganó los Juegos del Mediterráneo celebrados en Orán y, en 2024, con el equipo nacional universitario, levantó el título en un equipo lleno de habituales de División de Honor, como Marta Mera, Zaira Benítez, Elba Álvarez, María Zaldúa, María Palomo,... La baja de Lara González le abrió las puertas en 2023 de nuevo del combinado nacional, aunque no fue parte de las elegidas para los Juegos Olímpicos de Paris 2024.
Tras la cita olímpica, June fue de nuevo llamada por el seleccionador Ambros Martín en una primera convocatoria revolucionaria.

### Clubes
- 2018-21: Balonmano Zuazo
- 2021-24: Balonmano Bera Bera
- 2024-Actualidad: Motivemarket.com Gijón

#### Datos (Actualizados a septiembre de 2024)[3]
|        | Partidos | Goles |
| ------ | -------- | ----- |
| Liga   | 140      | 269   |
| Copa   | 15       | 22    |
| Europa | 8        | 9     |
| Total  | 163      | 300   |

## Palmarés

### Clubes
- 2 x Liga Guerreras Iberdrola (2021/22, 2023/24)
- 2 x Copa de la Reina (2022/23, 2023/24)
- 1 x Supercopa Ibérica (2023/24)
- 1 x Supercopa de España (2022/23)

### Con la selección
- 1 x  Juegos Mediterráneos (2022)
- 1 x  Campeonato del Mundo Universitario (2024)[18]

### Galardones individuales
- 1 x Mejor Defensora de DHF (2018/19)
- Mejor jugadora juvenil del País Vasco (2017)[19][20]